# 새턴 I

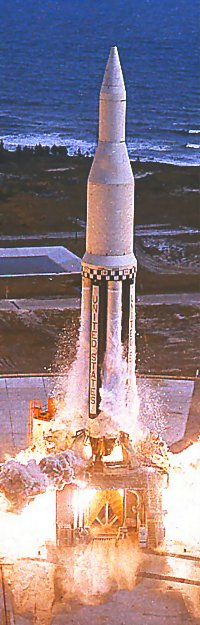

새턴 I은 미국의 우주 로켓이다. "새턴 원"이라고 읽는다. 새턴 로켓 시리즈의 첫번째 로켓이다.

## 역사
1950년대 미국 육군은 새턴 프로젝트 연구를 시작했다. 미국 공군은 SLS 연구를 시작했다. SLS(Space Launching System)은 오늘날 SLS(Space Launch System, 우주 발사 시스템)과는 다른 로켓이다.
1957년 10월 4일, 소련이 세계 최초의 인공위성 스푸트니크 1호를 발사했다. 미국은 스푸트니크 쇼크를 먹었다.
1958년 7월 29일, NASA가 창설되어, 미국 육군과 공군의 연구들은 모두 나사로 이전되었다.
1961년 10월 27일, 새턴 원이 최초로 발사되었다. 10회 발사하여 10회 모두 성공했다. 무게 510톤에 2단 액체연료 로켓이다. 1단에 등유/액체산소 추력 670톤, 2단에 액체수소/액체산소 추력 40톤급 엔진을 사용한다. 9.1톤의 인공위성을 지구 저궤도에 발사할 수 있다.
1966년 2월 26일, 새턴 IB가 최초로 발사되었다. 새턴 원비라고 읽는다. 9회 발사하여 9회 모두 성공했다.
1967년 11월 9일, 새턴 V가 최초로 발사되었다. 13회 발사하여 13회 모두 성공했다.

## 같이 보기
- 새턴 V